# María Forcherio
María Emilia Forcherio née le 16 février 1995 à Buenos Aires, est une joueuse argentine de hockey sur gazon. Elle a remporté la médaille d'argent aux Jeux olympiques d'été de Tokyo en 2020 avec l'équipe d'Argentine.

## Carrière
En 2020, Forcherio a été appelée dans l'équipe nationale féminine senior.